# Подсосное (Минская область)
Подсосное (бел. Падсосна, Падсоснае, Падсосны) — нежилая деревня в Червенском районе Минской области. Входит в состав Колодежского сельсовета.

## Географическое положение
Находится примерно в 18 километрах к востоку от райцентра, в 80 км от Минска, в 16 км от железнодорожной станции Гродзянка.

## История
Деревня впервые упоминается в XVIII веке. На 1800 год деревня относилась к Игуменскому уезду Минской губернии и принадлежала князю Д. Радзивиллу, здесь было 49 дворов, проживали 332 человека. По данным Переписи населения Российской империи 1897 года усадьба, входившая в состав Юровичской волости, здесь было 7 дворов, проживал 61 человек. На начало XX века упоминается как урочище, где было 9 дворов и 66 жителей. На 1913 год урочище относилась к Хуторской волости, насчитывало 3 двора, 24 жителя. 20 августа 1924 года вошла в состав вновь образованного Хуторского сельсовета Червенского района Минского округа (с 20 февраля 1938 — Минской области). Согласно переписи населения СССР 1926 года, в урочище насчитывалось 6 домов, проживали 34 человека. Во время Великой Отечественной войны 9 жителей деревни не вернулись с фронта. На 1960 год деревня Подсосные, где проживали 55 человек. В 1980-е деревня относилась к совхозу «Нива». На 1997 год здесь насчитывалось 3 жилых дома, проживали 3 человека. На 2013 год постоянное население деревни отсутствует.

## Население
- 1800 — 49 дворов, 332 жителя
- 1897 — 7 дворов, 61 житель
- начало XX века — 9 дворов, 66 жителей
- 1913 — 3 двора, 24 жителя
- 1926 — 6 дворов, 34 жителя
- 1960 — 55 жителей
- 1997 — 3 двора, 3 жителя
- 2013 — постоянное население не учтено